# Charles Howard, 1. Earl of Nottingham

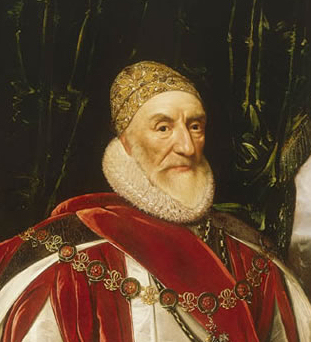
Charles Howard, 1. Earl von Nottingham

Charles Howards erste Ehefrau Catherine Carey

Charles Howard, 1. Earl of Nottingham, KG (* 1536; † 14. Dezember 1624 bei Croydon, Surrey) war ein englischer Staatsmann und beim Sieg über die Spanische Armada im Jahr 1588 Lord High Admiral der englischen Flotte.

## Leben
Er war der Sohn von William Howard, 1. Baron Howard of Effingham, (* um 1510; † 1573) und Margaret Gamage († 18. Mai 1581), einer Tochter von Sir Thomas Gamage. Sein Großvater war Thomas Howard, 2. Duke of Norfolk.
Er heiratete im Juli 1563 Catherine Carey (* 1547; † 1603), Tochter des Henry Carey, 1. Baron Hunsdon. Nach deren Tod heiratete er im September 1603 in zweiter Ehe Lady Margaret Stuart, Tochter des James Stuart, 2. Lord Doune und der Elizabeth Stewart, 2. Countess of Moray.
1573 erbte er beim Tod seines Vaters dessen Titel als 2. Baron Howard of Effingham.
Er war seit 1575 Ritter des Hosenbandordens. Am 8. Juli 1585 wurde Howard zum Lord High Admiral ernannt. Ein Jahr später war er am Prozess gegen Maria Stuart beteiligt. 1587 wurde er zum Commander-in-Chief der englischen Flotte, die gegen die spanische Armada aufgeboten wurde, ernannt, obwohl er dann nicht direkt am Kampf gegen die Spanische Armada (Seeschlacht von Gravelines) beteiligt war. Sein Flaggschiff war die Ark Royal. 1596 befehligte er zusammen mit Robert Devereux, 2. Earl of Essex, die Expedition, die Cádiz plünderte. Im Juli 1597 wurde er Oberrichter (Chief Justice) in Eyre südlich des Trents. Am 22. Oktober 1597 wurde er in Anerkennung seiner Verdienste zum Earl of Nottingham erhoben. 1601 war er verantwortlich für die Niederschlagung der Essex-Rebellion. 1624 starb Howard im Alter von 88 Jahren.
Sein ältester Sohn aus erster Ehe, William Howard, wurde 1603 durch Writ of Acceleration als 3. Baron Howard of Effingham ins House of Lords berufen und erbte dadurch vorzeitig diesen Titel. William starb jedoch 1615 ohne männliche Nachkommen, so dass die Baronie an ihn zurückfiel und bei seinem Tod 1624 sein zweiter Sohn aus erster Ehe, Charles Howard, seine Titel als 2. Earl und 4. Baron erbte. Dieser starb 1642 kinderlos und seine Titel fielen an seinen Halbbruder aus zweiter Ehe Charles Howard als 3. Earl und 5. Baron. Als auch dieser 1681 kinderlos starb, erlosch der Titel Earl of Nottingham. Der Titel Baron Howard of Effingham ging auf den nächsten männlichen Agnaten, den Nachfahren eines Cousins, über und besteht bis heute fort, nachdem der 12. Baron zum Earl of Effingham erhoben wurde.

## Trivia
Nach ihm ist die The Howard of Effingham Schule in Effingham benannt. In ihrem Logo verwendet die Schule auch ein Schiff im Andenken an seinem Oberbefehl in der Seeschlacht von Gravelines.